# Somogyudvarhely
Somogyudvarhely là một thị trấn thuộc hạt Somogy, Hungary. Thị trấn này có diện tích 40,42 km², dân số năm 2010 là 1082 người, mật độ 27 người/km².